# Челов, Николай Михайлович
Николай Михайлович Челов (1909 год, с. Левашёво, ныне в черте г. Стерлитамак, Башкортостан — 9 декабря 1943 года, гора Митридат, Керчь, Крым) — подполковник, Герой Советского Союза.

## Начальная биография
Николай Михайлович Челов родился в 1909 году в селе Левашёво, (ныне в составе г.Стерлитамака  Республики Башкортостан) в крестьянской семье.
Окончил семь классов. С 1928 по 1929 год Челов работал секретарём Левашовского сельсовета.

## Военная служба

### Довоенный период
В 1929 году Николай Челов был призван в ряды РККА Стерлитамакским горвоенкоматом Башкирской АССР.
В 1932 году вступил в ряды ВКП(б).
Окончил полковую школу, курсы снайперов, а в 1941 году — курсы усовершенствования комсостава «Выстрел», после чего служил на должности начальника полковой школы.

### Великая Отечественная война
С 1 июля 1941 года принимал участие в боях на фронтах Великой Отечественной войны.
Подполковник Николай Михайлович Челов отличился в освобождении Крыма. 9 декабря 1943 года 1331-й горнострелковый полк (318-я горнострелковая дивизия, 18-я армия) под командованием Челова прорвал оборону противника, войска которого блокировали штаб 318-й горнострелковой дивизии на горе Митридат под городом Керчь. Подполковник Челов возглавил атаку и погиб в этом бою. Похоронен в Керчи, у подножия горы Митридат.
Указом Президиума Верховного Совета СССР от 16 мая 1944 года за умелое командование полком, образцовое выполнение боевых заданий командования и проявленные при этом геройство и мужество подполковнику Николай Михайловичу Челову посмертно присвоено звание Героя Советского Союза.

## Память

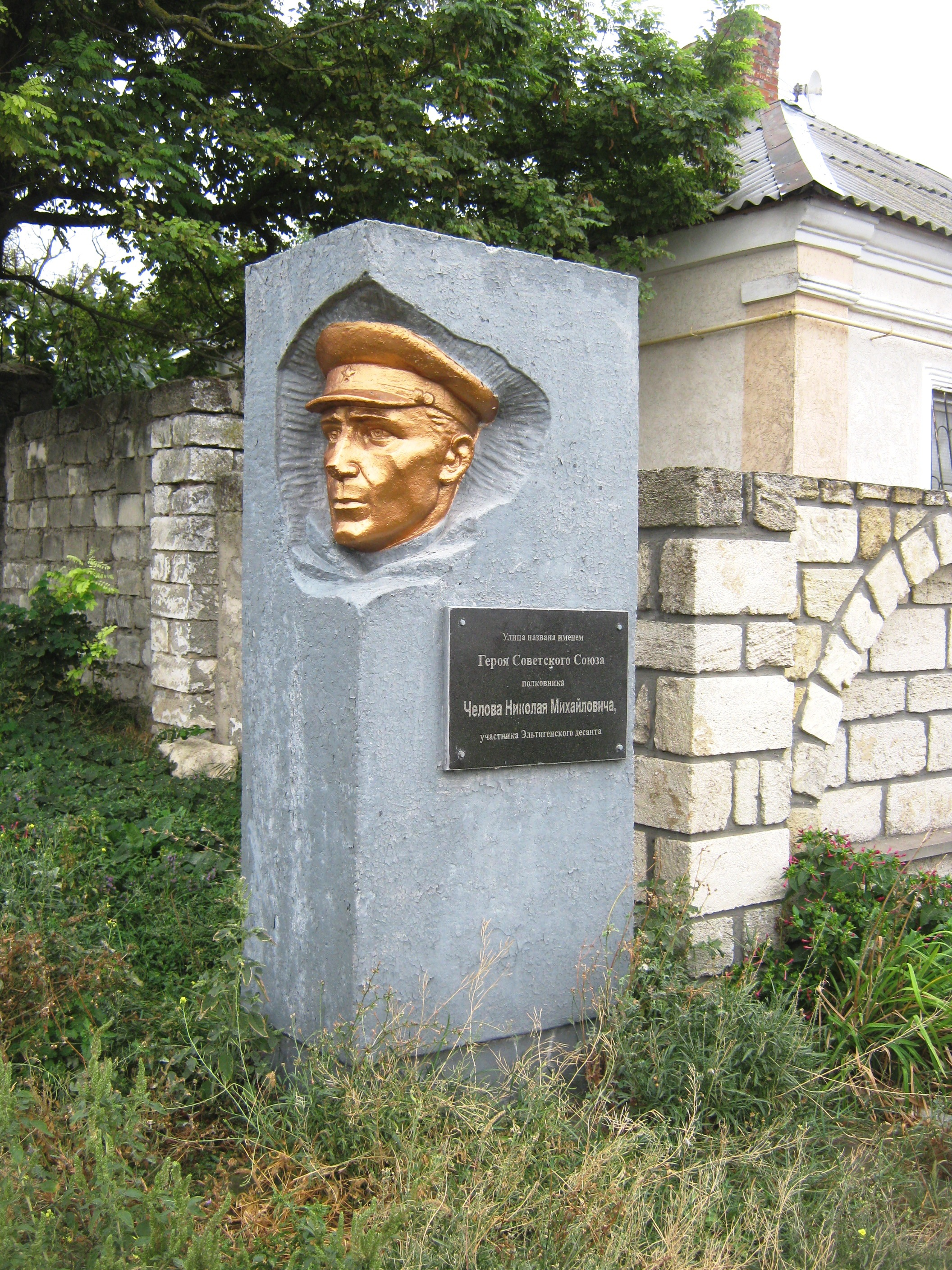
Памятный знак на улице Челова в Керчи

В честь погибших десантников на горе Митридат был установлен обелиск. В Центральном районе города-героя Керчь в честь Николая Михайловича Челова названа улица.

## Награды
- Медаль «Золотая Звезда» (16.05.1944)[1];
- орден Ленина (16.05.1944);
- два ордена Красного Знамени (30.04.1943[4]; 06.11.1943[5]);
- орден Отечественной войны 1-й степени (18.09.1943)[6].